# Felix Biestek
Felix Paul Biestek (* 22. Juli 1912 in Cicero; † 24. Dezember 1994 in Chicago) war ein US-amerikanischer römisch-katholischer Jesuitenpater und Hochschullehrer, der maßgeblich zur Entwicklung der Sozialen Arbeit in der Zeit nach dem Zweiten Weltkrieg beitrug.

## Leben
Biestek hatte zwei Brüder und drei Schwestern. Er schloss die Morton High School 1929 ab. Von 1930 bis 1932 besuchte er die Loyola University Chicago, anschließend ein Jahr das  Quigley
Preparatory Seminar. Am 1. September 1933 begann Biestek ein Noviziat in Milford. Biestek schloss die Loyola University Chicago 1939 mit einem Bachelor ab und wurde 1945 ordiniert. An der Saint Louis University erwarb er 1940 einen Master in Soziologie sowie 1949 einen Master und 1951 eine Promotion in Sozialer Arbeit an der Catholic University of America in Washington, D.C.
Er lehrte und forschte ab 1951 mehr als 30 Jahre als Professor für Soziale Arbeit an der Loyola University Chicago und arbeitete in der National Commission on Social Work mit.
Sein 1957 veröffentlichtes Buch The Casework Relationship wurde in sechs Sprachen übersetzt und in Deutschland (Wesen und Grundsätze der helfenden Beziehung in der sozialen Einzelhilfe) zwischen 1968 und 1977 fünf Mal aufgelegt. Die englischsprachige Ausgabe erzielte eine Auflage von mehr 100.000 Büchern. Seine übrigen Schriften wurden nicht ins Deutsche übersetzt.
Sein Nachlass wird im Archiv der Loyola University Chicago aufbewahrt.

## Biesteks 7 Prinzipien des Social Casework
- Individualisierung: Das Anerkennen, dass jeder Klient ein einzigartiges Individuum ist. Das Anerkennen ist begründet im Bedürfnis und dem Recht jedes Menschen, als Individuum behandelt zu werden und nicht als typisches Mitglied einer Gruppe oder Kategorie.
- Zielstrebiger Ausdruck von Gefühlen: Das Anerkennen, dass jeder Klient das Bedürfnis hat, seine Gefühle frei auszudrücken, insbesondere seine negativen Gefühle.
- Kontrollierte emotionale Beteiligung
- Akzeptanz
- nicht-wertende Haltung
- Selbstbestimmung des Klienten
- Vertraulichkeit: Vertraulichkeit erfordert den Schutz privater Informationen, die der Klient in der professionellen Beziehung offengelegt hat oder die aus anderen Quellen im Verlauf der Zusammenarbeit über den Klienten erhalten werden. Dieses Recht des Klienten ist nicht absolut, das heißt, es können Situationen auftreten, in denen ein anderes Recht oder eine andere Pflicht stärker ist als das Recht des Klienten auf Vertraulichkeit.

## Schriften
- The participation of fathers in treatment at the Child Center, Typoskript der Master Thesis, 1949
- The principle of client self-determination in social casework, Dissertation, Washington, D.C. 1951
- The Non-judgmental Attitude, in: Families in Society: The Journal of Contemporary Social Services, Jahrgang 34 (1953), Heft 6, S. 235–239
- Wesen und Grundsätze der helfenden Beziehung in der sozialen Einzelhilfe, (Original: The Casework Relationship, Loyola University Press, 1957), Freiburg: Lambertus 1968, ISBN 978-3-7841-0034-0 (5. Auflage 1977)
- I cinque metodi del servizio sociale di Felix Biestek, Malpiero 1960
- Client Self-Determination in Social Work, 1978, ISBN 978-0-8294-0275-9.